# Fabrice Pancrate
Fabrice Pancrate (Parijs, 2 mei 1980) is een Franse voetballer (aanvaller) die sinds 2011 voor de Franse eersteklasser FC Nantes uitkomt. Voordien speelde hij onder andere voor EA Guingamp, Le Mans UC, Paris Saint-Germain en Newcastle United. In 2006 won hij met Paris Saint-Germain de Coupe de France.

## Carrière
- 1989-1999: Villepinte (jeugd)
- 1999-2000: CS Louhans-Cuiseaux
- 2000-2002: EA Guingamp
- 2002-2004: Le Mans UC
- 2004-2009: Paris Saint-Germain
  - 2007: Real Betis (op huurbasis)
  - 2007-2008: FC Sochaux-Montbéliard (op huurbasis)
- 2009-2010: Newcastle United FC
- 2011: AE Larissa 1964
- 2011- nu : FC Nantes

## Erelijst
Newcastle United
- Football League Championship

2010